# Leichtathletik-Weltmeisterschaften 2013/Teilnehmer (Niederlande)
| Gelbes Symbol für Goldmedaillen mit stilisierten Olympischen Ringen | Graues Symbol für Silbermedaillen mit stilisierten Olympischen Ringen | Braundes Symbol für Bronzemedaillen mit stilisierten Olympischen Ringen |
| ------------------------------------------------------------------- | --------------------------------------------------------------------- | ----------------------------------------------------------------------- |
| —                                                                   | 1                                                                     | 1                                                                       |

Der Leichtathletik-Verband der Niederlande stellte neun Teilnehmerinnen und 14 Teilnehmer bei den Leichtathletik-Weltmeisterschaften 2013 in der russischen Hauptstadt Moskau.

## Ergebnisse

### Männer

#### Laufdisziplinen
| Athlet                                                                                       | Disziplin    | Vorlauf    | Vorlauf | Halbfinale | Halbfinale | Finale             | Finale             |
| Athlet                                                                                       | Disziplin    | Zeit       | Platz   | Zeit       | Platz      | Zeit               | Platz              |
| -------------------------------------------------------------------------------------------- | ------------ | ---------- | ------- | ---------- | ---------- | ------------------ | ------------------ |
| Churandy Martina                                                                             | 100 m        | 10,17 s    | 16      | 10,09 s    | 12         | nicht qualifiziert | nicht qualifiziert |
| Churandy Martina                                                                             | 200 m        | 20,37 s    | 4       | 20,13 s    | 6          | 20,35 s            | 7                  |
| Gregory Sedoc                                                                                | 110 m Hürden | 13,50 s SB | 15      | 13,54 s    | 13         | nicht qualifiziert | nicht qualifiziert |
| Michel Butter                                                                                | Marathon     |            |         |            |            | DNF                | DNF                |
| Liemarvin Bonevacia Jerrel Feller Brian Mariano Churandy Martina Hensley Paulina Jorén Tromp | 4 × 100 m    | 38,41 s SB | 8       |            |            | 38,37 s SB         | 5                  |

#### Sprung/Wurf
| Athlet           | Disziplin  | Qualifikation | Qualifikation | Finale             | Finale             |
| Athlet           | Disziplin  | Weite/Höhe    | Platz         | Weite/Höhe         | Platz              |
| ---------------- | ---------- | ------------- | ------------- | ------------------ | ------------------ |
| Douwe Amels      | Hochsprung | 2,17 m        | 25            | nicht qualifiziert | nicht qualifiziert |
| Ignisious Gaisah | Weitsprung | 7,89 m        | 12            | 8,29 m             | Silber             |
| Erik Cadée       | Diskuswurf | 62,14 m       | 14            | nicht qualifiziert | nicht qualifiziert |

#### Zehnkampf
| Athlet             | Disziplin | 100 m      | Weit- sprung | Kugel- stoßen | Hoch- sprung | 400 m   | 110 m Hürden | Diskus- wurf | Stabhoch- sprung | Speer- wurf | 1500 m         | Punkte  | Platz |
| ------------------ | --------- | ---------- | ------------ | ------------- | ------------ | ------- | ------------ | ------------ | ---------------- | ----------- | -------------- | ------- | ----- |
| Pelle Rietveld     | Ergebnis  | 11,15 s    | 6,68 m       | 13,21 m       | 1,90 m SB    | 48,67 s | 14,37 s      | 38,06 m      | 5,10 m PB        | 64,38 m     | 4:35,94 min SB | 7840 SB | 21    |
| Pelle Rietveld     | Punkte    | 827        | 739          | 680           | 714          | 877     | 927          | 625          | 941              | 804         | 706            | 7840 SB | 21    |
| Eelco Sintnicolaas | Ergebnis  | 10,85 s    | 7,65 m PB    | 14,08 m       | 2,02 m       | 48,25 s | 14,18 s      | 39,21 m      | 5,30 m           | 56,75 m SB  | 4:24,64 min SB | 8391 SB | 5     |
| Eelco Sintnicolaas | Punkte    | 894        | 972          | 773           | 822          | 897     | 951          | 649          | 1004             | 689         | 780            | 8391 SB | 5     |
| Ingmar Vos         | Ergebnis  | 10,85 s SB | 7,45 m SB    | 13,81 m       | 2,05 m SB    | 51,02 s | DSQ          | 42,77 m      | NMH              | 62,10 m PB  | DNS            | DNF     | -     |
| Ingmar Vos         | Punkte    | 897        | 922          | 717           | 850          | 768     | 0            | 721          | 0                | 769         | 0              | DNF     | -     |

### Frauen

#### Laufdisziplinen
| Athletin                                                                                         | Disziplin | Vorlauf      | Vorlauf | Halbfinale  | Halbfinale | Finale             | Finale             |
| Athletin                                                                                         | Disziplin | Zeit         | Platz   | Zeit        | Platz      | Zeit               | Platz              |
| ------------------------------------------------------------------------------------------------ | --------- | ------------ | ------- | ----------- | ---------- | ------------------ | ------------------ |
| Dafne Schippers                                                                                  | 100 m     | DNS          | DNS     | –––         | –––        | –––                | –––                |
| Dafne Schippers                                                                                  | 200 m     | DNS          | DNS     | –––         | –––        | –––                | –––                |
| Maureen Koster                                                                                   | 1500 m    | 4:08,99 min  | 21      | 4:08,15 min | 17         | nicht qualifiziert | nicht qualifiziert |
| Susan Kuijken                                                                                    | 1500 m    | DNS          | DNS     | –––         | –––        | –––                | –––                |
| Susan Kuijken                                                                                    | 5000 m    | 15:34,31 min | 7       |             |            | 15:14,70 min       | 8                  |
| Madiea Ghafoor Nicky van Leuveren Jamile Samuel Tessa van Schagen Dafne Schippers Kadene Vassell | 4 × 100 m | 43,26 s SB   | 13      |             |            | nicht qualifiziert | nicht qualifiziert |

#### Siebenkampf
| Athletin        | Disziplin | 100 m Hürden | Hochsprung | Kugelstoßen | 200 m      | Weitsprung | Speerwurf  | 800 m          | Punkte | Platz  |
| --------------- | --------- | ------------ | ---------- | ----------- | ---------- | ---------- | ---------- | -------------- | ------ | ------ |
| Nadine Broersen | Ergebnis  | 14,84 s      | 1,89 m     | 13,46 m     | 25,01 s PB | 6,13 m     | 47,48 m    | 2:12,89 min    | 6224   | 10     |
| Nadine Broersen | Punkte    | 863          | 1093       | 758         | 886        | 890        | 811        | 923            | 6224   | 10     |
| Dafne Schippers | Ergebnis  | 13,30 s SB   | 1,77 m SB  | 12,91 m     | 22,84 s SB | 6,35 m     | 41,47 m PB | 2:08,62 min PB | 6477   | Bronze |
| Dafne Schippers | Punkte    | 1080         | 941        | 721         | 1095       | 959        | 969        | 985            | 6477   | Bronze |